# St. Margareta (Egelhofen)

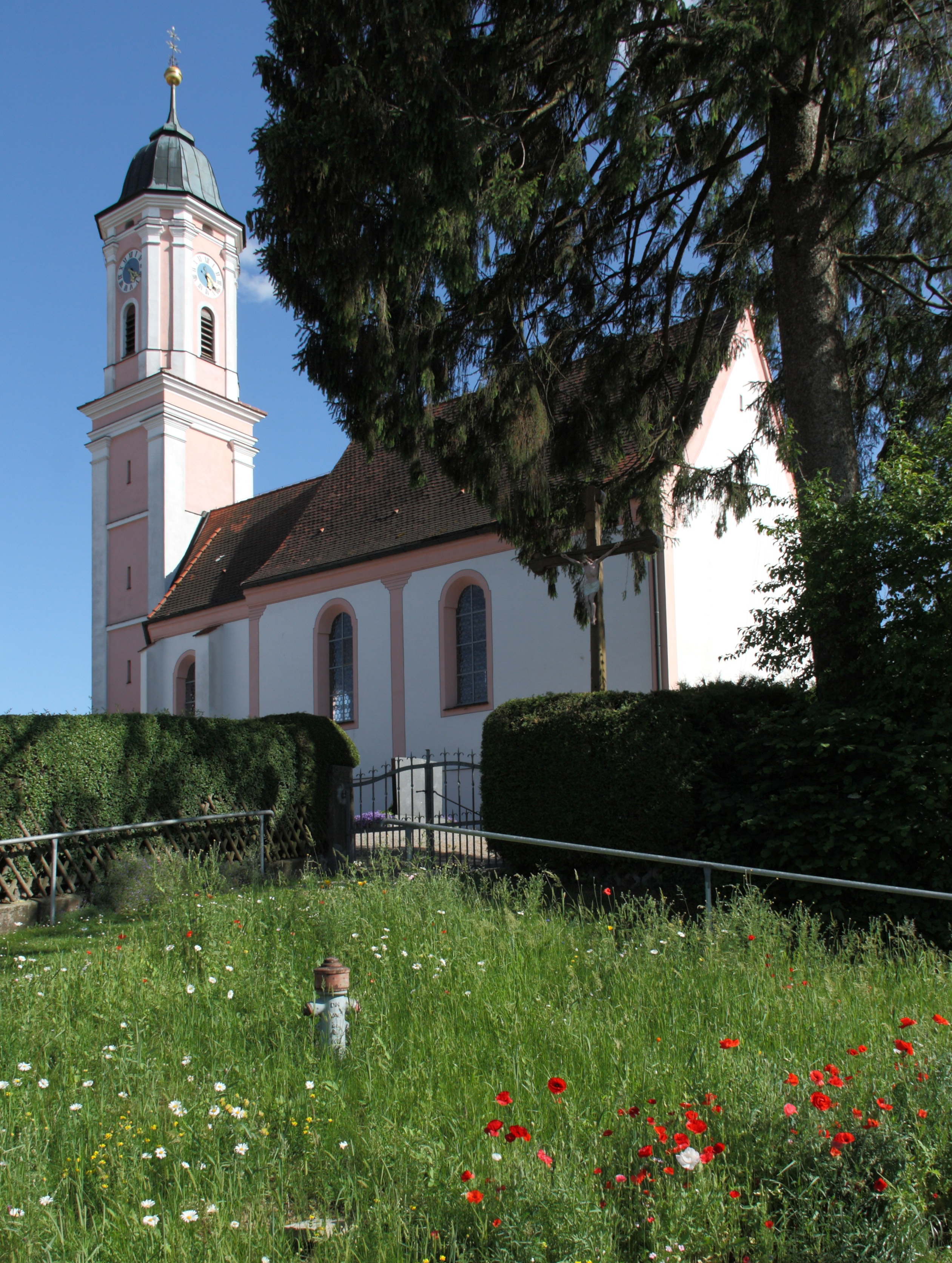
Ansicht der Kirche aus Nordwesten

Die römisch-katholische Filialkirche St. Margareta befindet sich in Egelhofen, einem Ortsteil von Pfaffenhausen im Landkreis Unterallgäu in Bayern. Die Kirche steht unter Denkmalschutz.

## Geschichte und Baubeschreibung
Die Kirche wurde ursprünglich im späten 15. Jahrhundert als spätgotischer Bau errichtet. Eine Umgestaltung der Kirche fand im 18. Jahrhundert statt. Die Eingangstüre ist mit 1769 bezeichnet. An den Saal mit Flachdecke schließt sich der eingezogene dreiseitig geschlossene Chor an, den eine Stichkappentonne überspannt. Um 1750/1760 wurde der Kirchturm errichtet, der Johann Martin Kramer zugeschrieben wird. Der Kirchturm befindet sich östlich der etwas breiteren Scheitelachse. Im unteren Bereich ist er quadratisch, darüber befindet sich ein Oktogon mit glockenförmiger Haube.

## Ausstattung
Von Johann Baptist Dollenbacher stammt das ehemalige Hochaltarblatt der Heiligen Margareta aus der Mitte des 19. Jahrhunderts. Die Muttergottesfigur stammt aus der Zeit um 1480/1490. Die Figur des heiligen Leonhard um 1500/1510 stammt aus dem Umkreis von Hans Herlin. Aus der ersten Hälfte des 16. Jahrhunderts stammt die Figur des heiligen Sebastian. Das Fresko im Langhaus mit der Darstellung der heiligen Margareta auf Wolken ist aus der Mitte des 18. Jahrhunderts. Die restlichen Fresken wurden um 1930 von Ernst Holzbauer geschaffen.

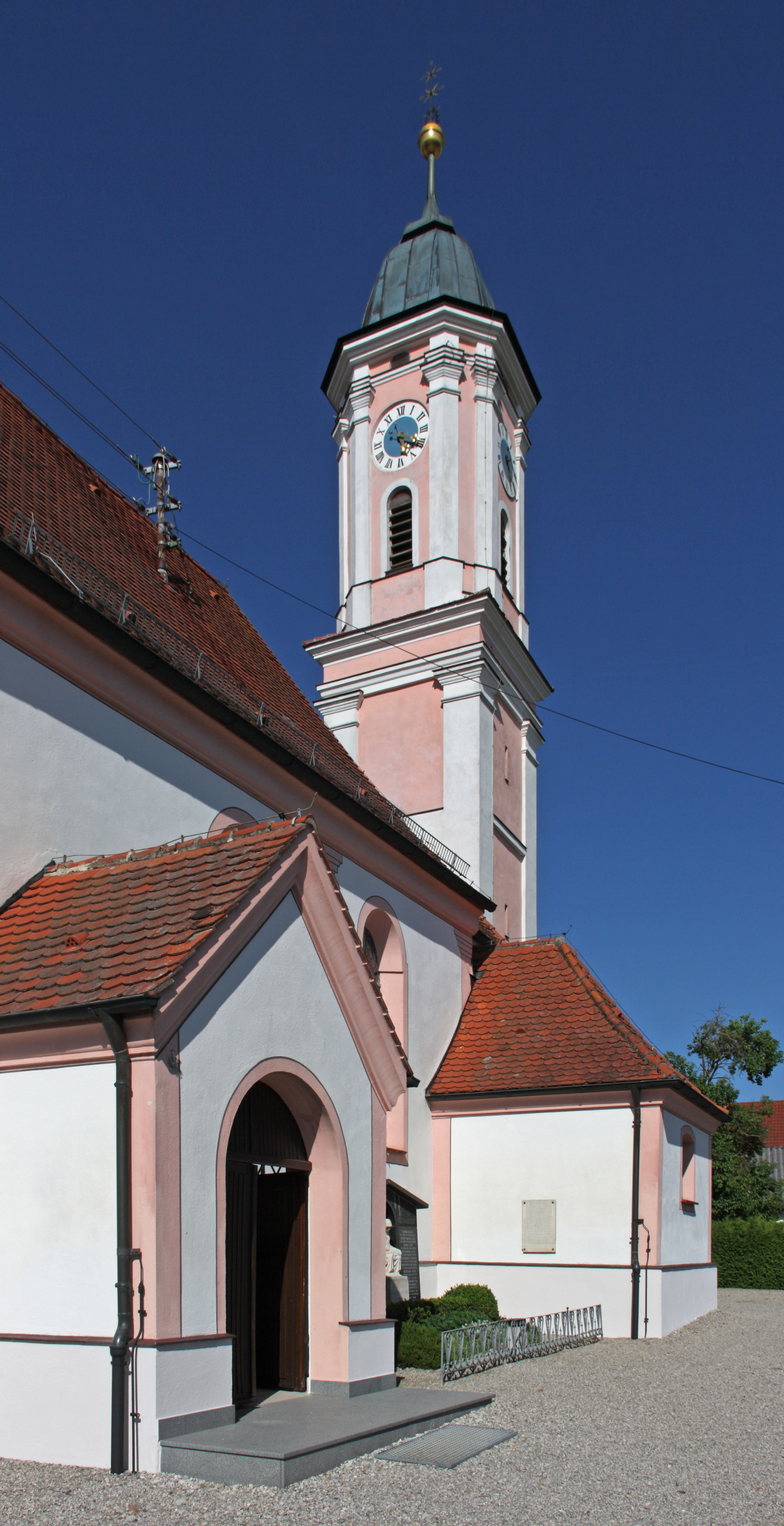
Südseite der Kirche mit Vorzeichen und Sakristei
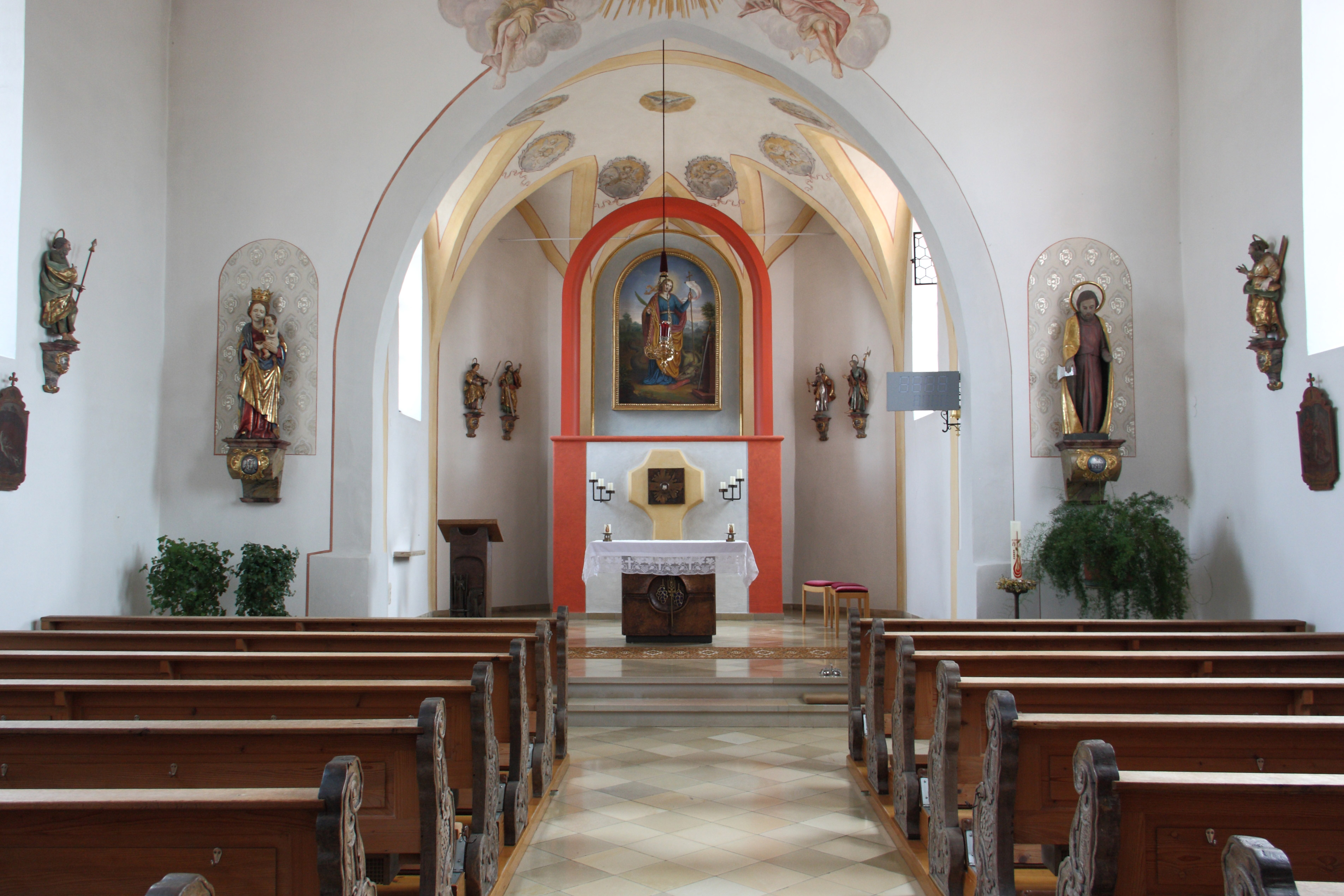
Innenansicht der Kirche
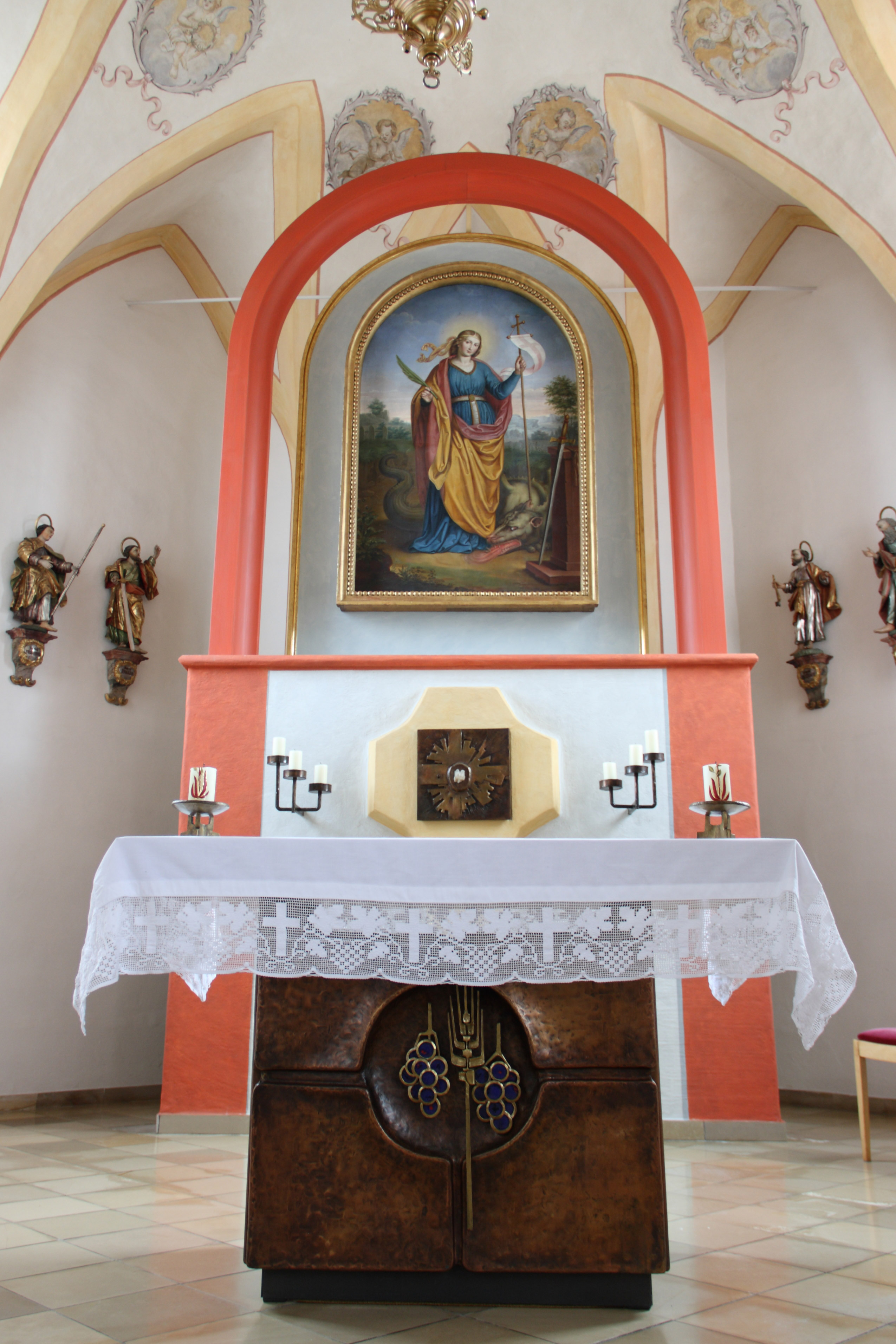
Altarblatt mit heiliger Margareta
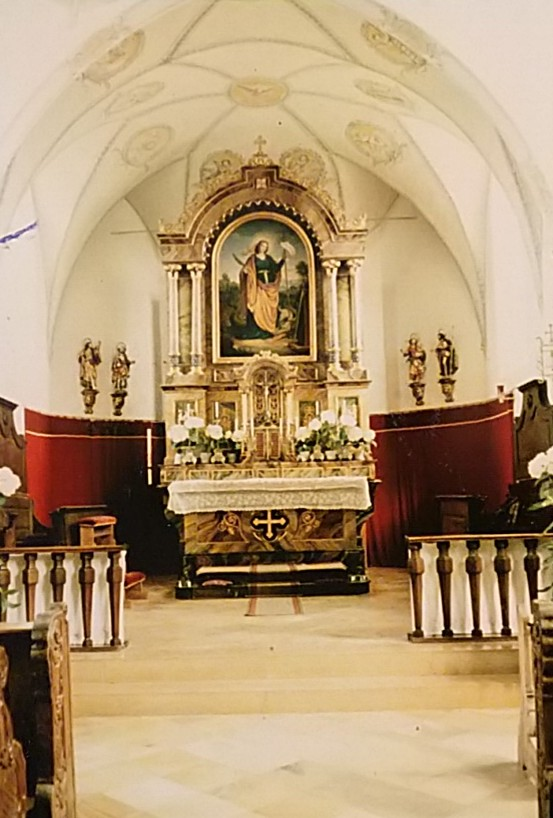
Egelhofen bei Mindelheim, Kirche innen mit ehemaligem Hochaltar vor ca. 1970